# Thyatira
Genre
Thyatira est un genre de lépidoptères (papillons) de la famille des Drepanidae et de la sous-famille des Thyatirinae.

## Systématique
Le genre Thyatira a été décrit par l'entomologiste allemand Ferdinand Ochsenheimer en 1816.

### Synonymie
- Strophia Meigen, 1832[2]
- Calleida Sodoffsky, 1837[3]
- Callida Agassiz, 1847

## Taxinomie
Liste des espèces
Selon BioLib (21 janvier 2022) :
- Thyatira albicosta Moore, 1867
- Thyatira batis (Linnaeus, 1758) - la Noctuelle batis ou Batis. Espèce type pour le genre et seule européenne.
- Thyatira  delattini (Werny, 1966)
- Thyatira  dysimata West, 1932
- Thyatira  florina (Gaede, 1930)
- Thyatira  hedemanni Christoph, 1885
- Thyatira mexicana Edwards, 1884
- Thyatira  philippina Laszlo, G. Ronkay, L. Ronkay & Witt, 2007
- Thyatira rubescens Werny, 1966